# Salpinia duffyi
Salpinia duffyi là một loài bọ cánh cứng trong họ Cerambycidae.